# 140

140(백사십)은 139보다 크고 141보다 작은 자연수다.

## 수학
- 합성수로, 그 약수는 총 12개다. (1, 2, 4, 5, 7, 10, 14, 20, 28, 35, 70, 140)
  - 140의 진약수의 합은 196이므로, 140은 과잉수다.
- {\displaystyle 140=1^{2}+2^{2}+3^{2}+4^{2}+5^{2}+6^{2}+7^{2}}
  - 7번째 사각뿔수로, 7 이하의 모든 자연수의 제곱합이다. 앞의 사각뿔수는 91, 다음은 204다.
  - 연속하는 자연수 7개의 제곱합으로 나타낼 수 있는 가장 작은 수이며, 이 성질을 지닌 다음 수는 203이다.
- {\displaystyle 140=2^{2}+6^{2}+10^{2}}
  - 공차가 4인 세 자연수의 제곱합으로 나타낼 수 있는 수다. 이 성질을 지닌 앞의 수는 107, 다음 수는 179다.
- {\displaystyle 29^{2}-1}은 140으로 나누어떨어진다.

## 과학
- NGC 140: 안드로메다자리 방향에 있는 나선은하.

## 교통

### 항공
- 중화항공 140편 추락 사고

### 철도
- 수도권 전철 1호선 신도림역의 역번호.
- 대구 도시철도 1호선 방촌역의 역번호.

### 도로
- 고속도로 및 국도
  - 아시안 하이웨이 140호선
  - 일본 140번 국도(일본어판): 사이타마현 구마가야시에서 야마나시현 미나미코마군 후지카와정까지 이어지는 일본의 국도.
- 기타 도로
  - 현도 제140호선

## 군사
- U-140: 독일의 군용 잠수함. 제1차 세계 대전에 사용된 1917년제 모델(영어판)과 제2차 세계 대전에 사용된 1940년제 모델(영어판)이 있다.

## 문화유산
- 대한민국의 국보 제140호: 나전 화문 동경
- 대한민국의 보물 제140호: 오대산상원사중창권선문 (해제)[a]
- 대한민국의 사적 제140호: 오산 독산성과 세마대지

## 방송
- 스카이라이프의 K-바둑 채널 번호.
- 지니 TV의 한경아르떼TV 채널 번호.
- B tv의 에이플드라마 채널 번호.
- U+ TV의 채널 나우 채널 번호.
- B tv 케이블의 ONT 채널 번호.
- KT HCN의 하이라이트TV 채널 번호.

## 기타
- 연도: 140년, 기원전 140년
- 140년대
- 한국십진분류법에서 경학에 관한 책들이 분류되는 번호.